# Discoteca Básica
Discoteca Básica, ocasionalmente creditado como Discoteca Básica Podcast, foi um podcast brasileiro lançado em agosto de 2020 do gênero música e apresentado pelo jornalista Ricardo Alexandre, ativo até julho de 2023.

## História
Em 2020, Ricardo produziu o Discoteca Básica durante a pandemia de COVID-19 no Brasil. Em entrevista a Época, ele disse: "Eu precisava de algo naquele momento que eu pudesse fazer sozinho. Até então, o que imperava era o formato mesa-redonda, tudo bem-humorado e sem edição - e bons podcasts podem ser assim. Mas eu pensava em oferecer algo diferente em termos de conteúdo".
O programa foi criado com o objetivo de contar histórias sobre álbuns brasileiros e internacionais considerados clássicos. Segundo apresentação do próprio programa, o podcast tem duas missões: o deep-listening e a valorização do jornalismo cultural. O programa é produzido por temporadas de 16 episódios semanais.
Em 2022, a equipe do podcast, capitaneada por Ricardo, produziu um livro que reúne uma votação dos 500 maiores discos da música brasileira. O projeto foi financiado por fãs do programa.
Em julho de 2023, Ricardo Alexandre anunciou o fim do podcast, com o lançamento do episódio de despedida sobre o álbum Elis & Tom. O episódio foi gravado ao vivo em São Paulo no Teatro Maria Della Costa.

## Desempenho
Discoteca Básica esteve frequentemente entre os podcasts de maior audiência no Brasil. O podcast estreou na parada de Top Podcasts da Apple Podcasts em outubro de 2020, tendo como pico a posição #6 em 29 de agosto de 2021.
Em 2020, Discoteca Básica entrou na lista de melhores podcasts do ano na Apple Podcasts. Foi eleito o melhor podcast de 2020 pela Scream & Yell.